# 俄羅斯帝國併吞克里米亞
俄羅斯帝國併吞克里米亞是指俄羅斯帝國為結束克里米亞汗國在克里米亚的統治而在1783年4月19日所採取的併吞行動。
1783年4月19日（旧历4月8日），叶卡捷琳娜二世秘密签署了《关于接受克里米亚半岛、塔曼岛和整个库班一侧于俄罗斯国家统治下》的宣言。1783年7月9日，该宣言公之于众。1784年1月8日，俄罗斯和奥斯曼帝国签署新条约，终止了双方先前于《庫楚克開納吉和約》中与克里米亚独立相关的条款。1784年2月13日，俄罗斯在併吞的前克里米亞汗國地区设立了临时性的陶里德州。